# William Branch Giles
William Branch Giles, född 12 augusti 1762 i Amelia County i Virginia, död 4 december 1830 i Amelia County i Virginia, var en amerikansk politiker. Han representerade delstaten Virginia i båda kamrarna av USA:s kongress, först i representanthuset 1790–1798 samt 1801–1803 och sedan i senaten 1804–1815. Han var guvernör i Virginia 1827–1830.
Theodorick Bland, en motståndare till George Washingtons regering, var en av Virginias ledamöter i den första kongressen. Bland dog redan 1790 och för första gången i USA:s historia hade en kongressledamot avlidit i ämbetet. Giles efterträdde Bland i den första kongressen. Han omvaldes fyra gånger och avgick sedan år 1798 och efterträddes av Joseph Eggleston. Kongressledamoten Eggleston kandiderade inte till omval i kongressvalet 1800 och Giles bestämde sig för att kandidera ytterligare en gång till representanthuset som demokrat-republikan. Giles vann valet och efterträdde Eggleston i representanthuset i mars 1801. Han efterträddes 1803 av Philip R. Thompson.
Båda senatorerna för Virginia avgick år 1804, först Wilson Cary Nicholas den 22 maj och sedan Abraham B. Venable den 7 juni. Giles blev utnämnd till Venables efterträdare och Andrew Moore till Nicholas efterträdare fram till fyllnadsvalet där två senatorer skulle väljas. Den 4 december valdes sedan Moore till Venables gamla mandat och Giles till Nicholas gamla mandat. Båda två fortsatte i senaten men Giles bytte klass från klass 1 till klass 2 och Moore bytte från klass 2 till klass 1. Giles efterträddes 1815 som senator av Armistead Thomson Mason.
Giles efterträdde 1827 John Tyler som guvernör i Virginia. Demokratiska partiet grundades 1828 i dess nuvarande form och Giles gick med i det partiet. Han efterträddes i mars 1830 som guvernör av John Floyd. Giles avled senare samma år i Amelia County.